# 49-й стрелковый корпус (1-го формирования)
49-й стрелковый корпус (49-й ск) — воинское соединение в РККА Вооружённых Сил СССР до и во время Великой Отечественной войны.

## История
На 27 июня 1940 года в составе 5-й армии.
В июне 1940 года 80-я стрелковая дивизия была включена в состав 49-го стрелкового корпуса 5-й армии Южного фронта.
Корпус был образован в марте 1941 года в КОВО. Управление находилось в городе Винница. В состав корпуса были введены 190-я, 197-я, 199-я стрелковые дивизии.
22 июня корпус вошёл в состав Юго-Западного фронта.
22 июня в связи с получением данных от местных органов НКВД о выброске противником парашютных десантов в районе Козовы и северо-западнее Залещиков части и соединения 49-го стрелкового корпуса были брошены на их уничтожение.
2 июля корпус выдвигается в Старо-Константиновский укреплённый район на рубеж Ямполь (45 км к северо-востоку от г. Тернополь; ныне посёлок на реке Горынь на линии Шепетовка-Подольская — Тернополь), Теофиополь (посёлок 45 км к северо-востоку от г. Тарнополь), Ульяновка.
В августе корпус попал в окружение под городом Умань. 5 августа 1941 года управление корпуса разгромлено.
1 сентября 1941 года управление корпуса расформировано.

## Полное название
49-й стрелковый корпус

## Командование
Командиры корпуса:
- Данилов, Алексей Ильич С сентября 1939 года — начальник штаба, затем командир корпуса по июль 1940 года. С июля 1940 года — помощник командующего войсками Киевского особого военного округа по ПВО
- Кирпонос, Михаил Петрович (27.04.1940 — 07.06.1940), генерал-лейтенант;
- Корнилов, Иван Алексеевич (14.03 — конец июля 1941), генерал-майор[2][3];
- Огурцов, Сергей Яковлевич (24.07.1941 — 08.08.1941), генерал-майор[2] (попал в плен).

## Состав
На март 1941:
- Управление корпуса в г. Каменец-Подольский.
- 190-я стрелковая дивизия.
- 197-я стрелковая дивизия.
- 199-я стрелковая дивизия.

На 22.06.1941
- Управление корпуса в г. Винница.[4],[5]
- Корпусные части:
  - 507-й корпусной артиллерийский полк.[4],[5]
  - 308-й отдельный сапёрный батальон.[4],[5],[6],
  - 275-й отдельный батальон связи.[4],[5],[6]
- 190-я стрелковая дивизия.[4],[5]
- 197-я стрелковая дивизия.[4],[5]
- 199-я стрелковая дивизия.[4],[5]

## Боевая деятельность
1941 год
В марте началась история корпуса КОВО.
Состав корпуса:
- Управление в г. Каменец-Подольский.
- 190-я сд. Командир дивизии полковник Зверев Григорий Александрович.[2]
- 197-я сд.
- 199-я сд. Командир дивизии полковник Алексеев Александр Николаевич.[2]

9 июня Военный совет округа принимает решение в войсках второго эшелона округа иметь носимый запас патронов иметь при каждом ручном и станковом пулемёте, гранаты хранящиеся на складах распределить по подразделениям, половину боекомплекта снарядов и мин иметь в снаряжённом состоянии, создать запас топлива не мене двух заправок.
2 июля
По всем дорогам на восток двигались войска Юго-Западного фронта: колонны, состоящие из танков, бронемашин, грузовиков, повозок, запряжённых лошадьми, командиров и красноармейцев.
Противник в 15.00 овладел Збараж и г. Тарнополь. Германцы могли двигаться через г. Волочиск на г. Проскуров, где находился командный пункт Юго-Западного фронта во главе с командующим войсками фронта генерал-полковником М.П. Кирпоносом для разгрома тылов 26-й и 12-й армий.,
На пути противника командующий фронтом генерал-полковник М. П. Кирпонос ставит 24-й механизированный корпус. Командующий развернул 24-й механизированный корпус из района Лановец на юг для занятия Проскуровского укреплённого района на рубеже Авратин, Волочиск, Каневка, подчинив его командующему войсками 6-й армии. Корпус имел задачей прочно занимая оборону обеспечить отход войск 6-й и 26-й армии.
Одновременно по приказу командующего войсками фронта 49-й стрелковый корпус генерал-майора И. А. Корнилова поднят по тревоге и двинулся на рубеж Ямполь, Теофиополь, Ульяновка (район Лановец) для занятия обороны. Корпус должен был стать соседом справа 24-го мк.
3 июля
2.00. Противник усиливает напор на ровенском и тарнопольском направлениях.
Войска Юго-Западного фронта отходят на рубеж р. Случь, Славута, Ямполь, Гржымалов, Чортков, Городенка, Снятый и должны стоять на нём до темноты 9.7.41 г. 6-я армия должна не допустить прорыв противника к г. Житомир и упорно оборонять Новоград-Волынский укреплённый район. 49-й стрелковый корпус входил в состав резерва армии.
49-й ск (190, 197-я стрелковые дивизии) выдвигался на рубеж Ямполь, Теофиополь, Ульяновка (район Лановец).
5 июля
С 5 июля 199-я сд 49-го ск занимала оборону на южном секторе Новоград-Волынского укрепрайона на участке Броники — Новый Мирополь (Мирополь (Житомирская область)) — Коростки.
6 июля
1-я германская танковая группа наступала на узком участке. Войска 19-го механизированного корпуса генерала Фекленко и 7-го стрелкового корпуса генерала Добросердова не сдержали напора германских войск. На участке г. Новоград-Волынский, Новый Мирополь советский фронт был прорван.
Войскам 199-й сд 49-го ск у населённого пункта Новый Мирополь (населённый пункт восточнее Полонное, у железной дороги Шепетовка — Полонное — Бердичев) противник нанёс поражение. По причине отсутствия руководства боем командования 199-й сд 49-го ск и преждевременного оставления сооружений войсками УРа, при прорыве противником укреплённого района в Новом Мирополе 617-й сп дивизии с занимаемых позиций в панике отступил. После этого прорыва командованием дивизии управление двумя полками было потеряна. Дивизия понесла большие потери в личном составе и материальной части.,
7 июля противник занял г. Бердичев.
8 июля. Командующий войсками фронта после утренней поездки в район г. Бердичева приказал командующему войсками 6-й армии быстро сосредоточить в окрестностях Любар 49-й ск, чтобы утром он нанёс контрудар на север и закрыл образовавшуюся брешь.
9 июля
Командир 199-й сд 49-го ск полковник А. Н. Алексеев, имея письменный приказ Военного Совета фронта — удерживать занятые позиции в том числе у Нового Мирополя, на основании якобы устного приказа командира 7-го ск, 492-му сп, располагавшему всеми возможностями удерживать оборону рубежа до прихода подкреплений, приказал отходить. Другие полки этот приказ не получили и оказались в тяжёлом положении. Командир дивизии Алексеев вместе с комиссаром Коржевым и другими командирами, оставив войска дивизии, с поля боя бежали.
Прорывы в районе Нового Мирополя 6 июля и Гульска 9 июля несмотря на тяжёлое положение на всех участках фронта несли большую угрозу, так как эти прорывы ещё более ухудшали положение войск 6, 26 и 12-й армий, которые могли попасть в окружение.
В течение дня войска 5-й армии атаковали противника в районе г. Новоград-Волынский и перерезали шоссе Новоград-Волынский — Житомир отрезав войска противника у Житомира, а войска 6-й армии (сводные отряды 4-го мк и танковая группа под командованием генерала Огурцова), у г. Бердичева. Передовой отряд противника дошёл до г. Житомира. Сводным отрядам 4-го мехкорпуса удалось продвинуться на южную окраину г. Чуднова и перерезать шоссе Новый Мирополь — Бердичев. Стрелковые и механизированные корпуса 5-й армии с севера и 49-й стрелковый с юга готовятся к нанесению контрударов по клину противника идущего к Житомиру, они спешно выдвигаются на исходные рубежи для наступления.
Противник смог организовать наступление крупных сил противника на Янушполь и сводные отряды 4-го мехкорпуса оказались под угрозой окружения. Поэтому они вынуждены были оставить занятый ими накануне г. Чуднов и уйти с шоссе Новый Мирополь — Бердичев. Командарм-6 генерал Музыченко отдал приказ 49-му стрелковому корпусу нанести контрудар (сильно ослабленному).
49-й корпус своим контрударом должен был помочь выйти из окружения и 7-му ск.